# Galala
Pour le rugbyman fidjien, voir Sevanaia Galala.
Galala (en kurde : Gelale) est un village situé dans la province d'Erbil, dans le nord de l'Irak.

## Géographie
Le village est situé à environ 150 km au nord-est d'Erbil, dans le Kurdistan irakien, à proximité de la route reliant Choman à Soran (en).
La frontière irako-iranienne se trouve à une vingtaine de kilomètres.